# Ilarie Voronca
Ilarie Voronca (nombre real: Eduard Marcus; 31 de diciembre del 1903, Braila - 8 de abril de 1946, París) fue un poeta vanguardista rumano de origen judío. Posteriormente nacionalizado francés, Ilarie Voronca escribe tanto en francés como en su lengua materna que era el rumano. Asimismo, fue conocido por su devoto activismo en contra del fascismo.
En sus primeros años como literato, este poeta ya estuvo conectado e identificado con Eugen Lovinescu, escritor rumano de la época.

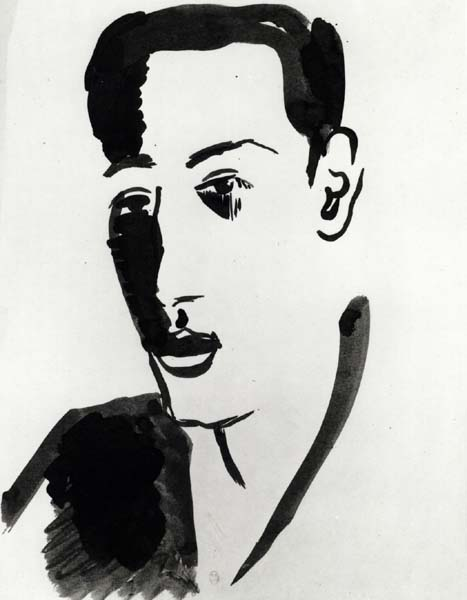

## Estilo
Su poesía, sobre todo al principio, poseía un tono pasivo, indolente y casi atrabiliario. No fue hasta su traslado a Francia cuando, el poeta, empezaría a escribir poemas con más tendencia al surrealismo que a lo que contábamos antes. En todo caso, el tono propio de Ilarie Voronca, es decir, esa voz pasiva y triste de sus primeros poemas, lo encontraremos a lo largo de su obra hasta el fallecimiento del autor.

## Últimos años
Civilizado como francés en 1938, Voronca quiso y pudo formar parte de la Resistencia Francesa. Visitó Rumania, su país natal, en enero de 1946, y fue aclamado por sus escritos y por sus poemas, mayormente surrealistas así como también por su activismo antifascista. 
Ilarie Voronca nunca terminaría de escribir su "Manual para una felicidad perfecta" (en francés original: Manuel du parfait bonheur), puesto que se suicidaría en abril de ese mismo año.
Muere en París el 8 de abril del 1946.